# Jacques Juranville
Pour les articles homonymes, voir Juranville (homonymie).
Jacques Juranville, né le 30 mars 1927 à Issy-les-Moulineaux, est un directeur de production de cinéma français.

## Biographie
Il a participé à la production de plusieurs films des réalisateurs suivants : Étienne Périer (à deux reprises), Gilles Grangier (à trois reprises), Henri Verneuil (à neuf reprises), Jacques Deray, Gérard Oury, Jean-Paul Rappeneau, Philippe de Broca, Vittorio De Sica, Philippe Labro, Jacques Rouffio, Édouard Luntz et Claude Chabrol

## Filmographie
- 1960 : Meurtre en 45 tours, réalisé par Étienne Périer
- 1960 : Les Vieux de la vieille, réalisé par Gilles Grangier
- 1961 : Le cave se rebiffe, réalisé par Gilles Grangier
- 1961 : Le Pont vers le soleil, réalisé par Étienne Périer
- 1962 : Le Gentleman d'Epsom, réalisé par Gilles Grangier
- 1963 : Mélodie en sous-sol, réalisé par Henri Verneuil
- 1963 : Rififi à Tokyo, réalisé par Jacques Deray
- 1965 : Le Corniaud, réalisé par Gérard Oury
- 1966 : La Vie de château, réalisé par Jean-Paul Rappeneau
- 1966 : Le Roi de cœur, réalisé par Philippe de Broca
- 1967 : Sept fois femme, réalisé par Vittorio De Sica
- 1967 : La Bataille de San Sebastian, réalisé par Henri Verneuil
- 1968 : Le Grabuge, réalisé par Édouard Luntz
- 1969 : Le Clan des Siciliens, réalisé par Henri Verneuil
- 1971 : Le Casse, réalisé par Henri Verneuil
- 1971 : Le Hasard et la Violence, réalisé par Philippe Labro
- 1972 : Le Serpent, réalisé par Henri Verneuil
- 1975 : Peur sur la ville, réalisé par Henri Verneuil
- 1976 : Le Corps de mon ennemi, réalisé par Henri Verneuil
- 1977 : Violette et François, réalisé par Jacques Rouffio
- 1978 : I… comme Icare, réalisé par Henri Verneuil
- 1981 : Mille milliards de dollars, réalisé par Henri Verneuil
- 1982 : Le Quart d'heure américain, réalisé par Philippe Galland
- 1984 : Les Morfalous, réalisé par Henri Verneuil
- 1990 : Jours tranquilles à Clichy, réalisé par Claude Chabrol